# Minh Thái (xã)
	Minh Thái		là một xã thuộc tỉnh Ninh Bình, Việt Nam.

## Địa lý
Trụ sở xã nằm cách phường Hoa Lư - trung tâm tỉnh lỵ Ninh Bình 31 km về phía Đông, có vị trí địa lý:
- Phía đông giáp xã Hải Anh.
- Phía tây giáp xã Ninh Cường.
- Phía nam giáp xã Hải An.
- Phía bắc giáp xã Quang Hưng và xã Trực Ninh.

Xã Minh Thái	có diện tích:	23,44	km², 	dân số:	33.330	người, mật độ dân số: 	1422	người/km². 	
Đây là đơn vị có diện tích xếp thứ:	88	, số dân xếp thứ: 	51	và mật độ dân số xếp thứ: 	39	trong số 129 xã, phường ở Ninh Bình.  
Xã này nằm trên Quốc lộ 21B, 37B, và cũng là nơi có sông Ninh Cơ chảy qua.

## Lịch sử
Theo Nghị quyết số 1674/NQ-UBTVQH15 ngày 16/6/2025 về sắp xếp các đơn vị hành chính cấp xã của tỉnh Ninh Bình năm 2025, Theo đó, sắp xếp toàn bộ diện tích tự nhiên, quy mô dân số của các xã Trực Đại, Trực Thái và Trực Thắng thành xã mới có tên gọi là xã Minh Thái.